# 추가령 구조곡
추가령 구조곡(楸哥嶺 構造谷, 영어: Chugaryeong Tectonic Valley)은 광주산맥과 마식령산맥 사이, 서울특별시에서 원산시 사이에 발달하는 연장 160 km의 좁고 긴 골짜기이다. 추가령 구조곡을 따라 남-북 주향의 추가령 단층대가 발달한다. 서울특별시를 통과하는 추가령 단층대는 추가령 단층, 동두천 단층, 왕숙천 단층, 신갈 단층, 포천 단층 등으로 구성되며, 추가령 단층에 대한 ESR 연대측정 결과 제4기, 약 15~20만년 전에 활동한 활성단층으로 밝혀졌다. 

## 개요
한반도의 대표적 구조곡(構造谷)인 추가령 구조곡은 추가령에서 이름이 유래되었다. 서울특별시와 원산시를 잇는 약 160 km 길이의 이 골짜기는 예로부터 동서 양 해안을 통하는 유일한 자연통로였다. 주변보다 상대적으로 낮은 계곡으로 경원선과 강원선 철도가 통과하며, 또 이 선상에는 현무암으로 된 철원·평강 용암지대가 있다. 이 구조곡은 추가령 단층대를 형성하고 있다.

### 지형
추가령 구조곡은 지형적으로 낮은 골짜기로 서울특별시~동두천시(남-북; 추가령 단층), 의정부시~포천시(북북동-남남서; 포천 단층), 퇴계원~김화(북북동-남남서; 왕숙천 단층) 3개의 주요 골짜기가 형성되어 있다. 이 골짜기를 따라 국도 제3호선과 경원선 철도, 국도 제43호선, 국도 제47호선이 지나가며 6.25전쟁 당시 조선인민군의 서울 침공로로 사용되어 일대에서 동두천·포천-의정부 전투, 내촌-태릉 전투 등이 전개되었다. 김두일 외(1993)는 추가령 구조곡에서 적의 접근로와 지형을 고려한 최적의 방어선으로 국사봉-축석령-불국산을 연결하는 동-서 방향의 방어선을 설정하였다.

### 철원-평강 용암대지
추가령 구조곡에서 화산 활동은 백악기부터 제4기 플라이스토세까지 일어났다. 용암 대지를 형성하는 전곡 현무암은 칼륨-아르곤 연대 측정 결과 약 27만년 전(0.27 Ma)에 분출한 것으로 드러났다. 제4기 현무암은 오리산과 검불랑 부근의 680 m 고지로부터 분출하였다. 연천군 전곡 지역 제4기 화산암의 마그마 발생 심도는 약 250~300 km로 추정된다. 신생대 제4기에, 추가령 구조곡의 지질적으로 약한 부분을 따라 열하 분출(裂罅 噴出)한 용암은, 철원-평강 용암대지로 불리는 대규모 화산 지형을 형성하였다. 유동성이 큰 현무암질 용암의 분출은 주로 강원도 평강군의 오리산(鴨山, 453 m)과 검불랑을 잇는 선을 중심으로 이루어졌다. 현무암질 용암의 분출로 인해 기존의 하천들이 매몰되고 분수계가 변화하는 하계망 혼란과 재편성이 일어났으며 평탄한 곳에서는 하천 쟁탈도 전개되고 있다.

## 추가령 단층대

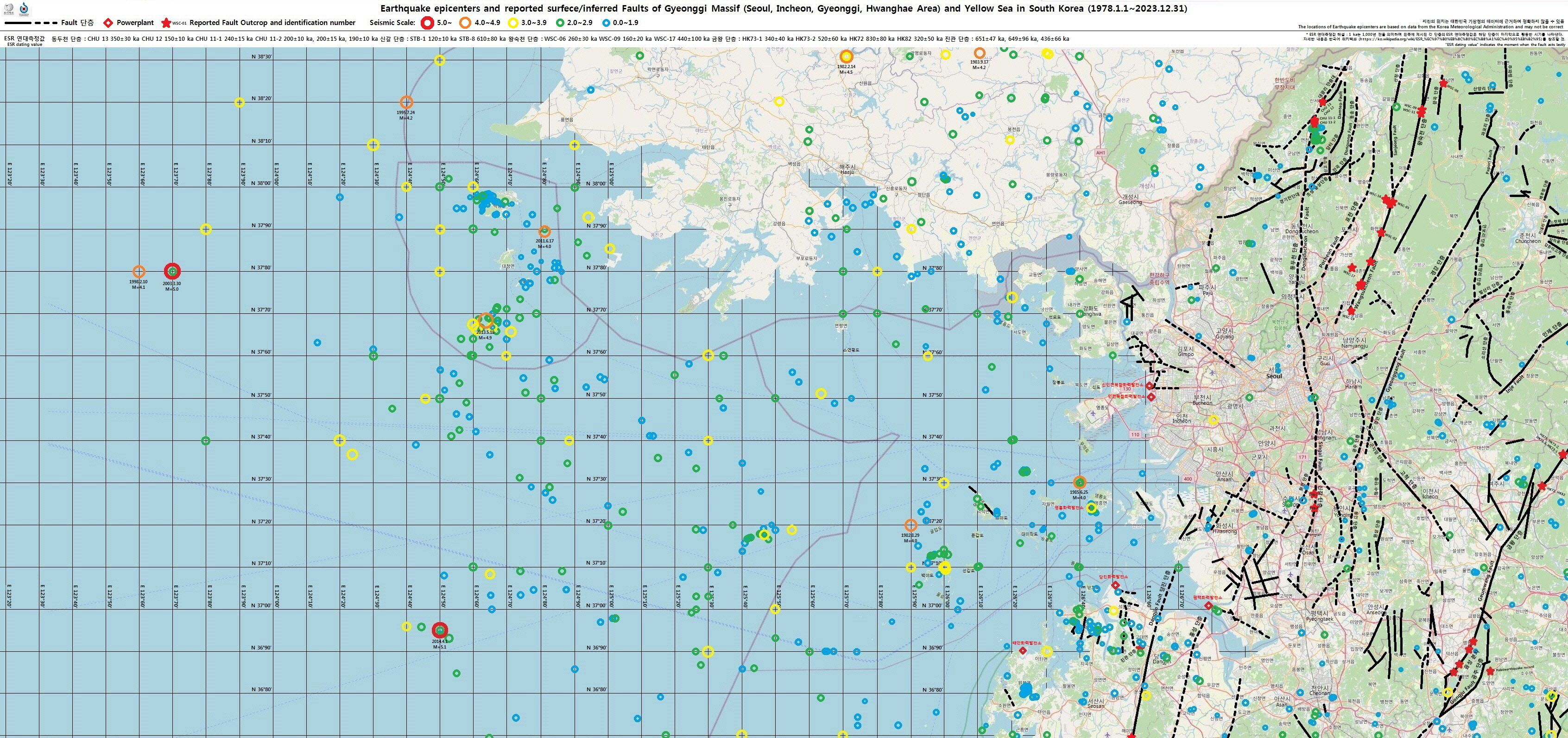
추가령 단층대 (왕숙천 단층, 신갈 단층, 포천 단층, 당진 단층)

추가령 단층대(標哥嶺 斷層帶, Chugaryeong Fault Zone)는 한반도 추가령 구조곡을 중심으로 발달한 대규모 단층대로, 포천 단층, 왕숙천 단층, 신갈 단층 등을 포함한다. 이들은 서울특별시를 넘어 성남시까지 연장된다. 때로는 당진 단층까지도 포함된다. 정동훈 외(2014)는 칼륨-아르곤 연대 측정을 통해 신갈 단층에서 2회(69.2±0.3 Ma, 27.2±0.5 Ma), 왕숙천 단층에서 75.4±0.8 Ma의 단층 재활동 연대를 보고하였다.

### 추가령 단층대의 범위
추가령 단층대는 서울에서 원산까지 일련의 단층들의 집합체로서 동두천 단층, 포천 단층, 왕숙천 단층, 대광리 단층, 동송 단층, 신갈 단층, 예성강 단층으로 구성된다. 이중 동두천 단층, 대광리 단층, 동송 단층, 포천 단층 등이 의정부시에서 모이고, 포천 단층과 평행하게 발달한 왕숙천 단층은 더 동쪽의 왕숙천을 따라 구리시, 성남시까지 연장된다. 추가령 단층대의 범위는 연구자들마다 서로 다른 견해를 가지고 있어서, 북쪽으로는 원산시에서 시작된다는 견해와 길주·명천 지구대까지 연장된다는 견해가 있다. 남쪽으로는 신갈 단층을 통해 서울특별시와 성남시까지 이어지는 것은 확실하나 그 이남은 불분명하며 당진 단층을 통해 보령시까지 이어진다는 의견도 있다. 이윤수 외(2001)는 함흥-신계-강화를 잇는 예성강 단층을 따라 대동 누층군 김포층군과 백악기 소분지와 제4기 현무암이 분포하는 것이 유사하다며 예성강 단층과 추가령 단층을 묶어 추가령 단층계(Fault System)을 제안하였다.
이기화와 이전희(1995)는 경기 육괴의 지진활동을 분석하고 추가령 단층대를 북위 37.1 및 38.2°를 경계로 북부, 중부, 남부 세 구간으로 나누고, 이 구역들의 경계에서 지진 활동이 감소한다고 하였다. 그리고 1978년 홍성 지진이 발생한 남부와 중부 구역은 평균 이동률이 각각 0.79 mm/yr 및 0.21 mm/yr으로 이는 판 경계 주변의 판 내부 활성단층에 해당한다고 보았다. 남부 구역은 역사 기간 동안 높은 지진 활동을 보이며 북부 구역은 지진 활동이 낮다.
(←길주·명천 지구대로 연장?) - 강원도 원산시 - 경기도 연천군 - 동두천시 - 의정부시 (포천 단층이 합류) - 서울특별시 동부 - (신갈 단층) 성남시 - 평택시 - (당진 단층을 통해 보령시로 연장?→)

### 형성 시기
김옥준(1973)은 동두천 단층, 포천 단층, 왕숙천 단층 등이 서울 화강암의 관입을 초래했다고 보았다. Kim et al. (1984)은 소요산 부근의 대동층군과 규암층이 서로 우수향으로 어긋나 있음을 증거로 하여 추가령지구대가 우수향 주향 이동 단층이며, 백악기 혹은 고제3기에 일어났을 것임을 제시하였다. 철원 지질도폭(1996)에서는 추가령 단층의 최초 형성 시기는 불분명하나, 추가령 단층 이서 및 이동지역에서 보여지는 250 Ma 시기의 광역 변성 작용과 양상이 서로 다르므로 2억 5천만년 이전으로 보았다. 그리고 추가령 단층은 쥐라기 직후에 우수향 주향 이동운동을 한 것으로 보았다.
이윤수 외(2001)는 추가령 구조선은 송림 변동 시기에 좌수향운 동을 하였으며 백악기에 좌수향 주향이동 운동이 재활성하여 철원분지를 형성하고 이 분지를 채우고 있는 지장봉화산암복합체를 형성한 화산활동이 일어났음을 주장하였다. 연천 및 포천 지질도폭(2005, 2008)에서는 추가령 단층의 일부인 동두천 단층이 철원분지의 서측 경계부를 규제하며, 철원분지의 형성과 진화를 주도하였을 것으로 보았고, 우수향 주향 이동 단층이라 설명하였다. 의정부 지질도폭(2005)에서는 동두천 단층이 쥐라기의 대보 화강암 함석류석화강암을 우수향으로 절단하고 여기에 포천 단층이 수렴하고 있다고 보고하였다.

### 추가령 단층
추가령 단층(標哥嶺 斷層, Chugaryeong Fault)은 양산 단층과 함께 한반도에서 규모가 가장 큰 주향 이동 단층으로 북동 주향으로 한반도를 가로지르고 있으며, 지형도와 위성영상 등에서도 명확한 선상구조(lineament)를 보인다. 이 단층을 따라서 선캄브리아기 경기변성암복합체, 쥐라기 대보 화강암, 중생대 백악기 철원 분지 철원층군, 제4기 현무암 등이 분포한다. 그러므로 추가령단층은 중생대 쥐라기 이전에 형성되었고, 단층 활동은 백악기 이전부터 시작되었을 것으로 추측되며, 중생대부터 제4기 동안 지속적인 단층운동이 있었던 것으로 간주되고 있다. 신생대 제3기~제4기 동안 활동하였고, 최후기의 활동시기는 10만년 내외이며, 제4기동안 최소 3회 이상의 단층운동을 하였다.
고토 분지로(1903)는 서울-원산 간 지형적 특징을 보고 처음으로 추가령 지구대(地構帶) 또는 열곡이란 용어를 사용한 이래 추가령 단층은 열곡(rift valley) 혹은 지구(graben)라고 여겨져 왔으나, 오늘날에는 주향 이동 단층으로 해석된다. 김규한 외(1984)는 지형적으로 암석의 종류와 무관한 골짜기가 연속되며, 지질학적으로 단층 양측의 지괴가 상하로 운동한 증거가 없고, 단층 양측의 현무암에 대한 고지자기 연구 결과 모두 동일한 생성 시기를 나타내는 점을 들어 추가령 구조곡은 지구대 혹은 열곡이 아니라 단층곡(Fault Valley)이라고 설명하였다. 이기화와 이전희(1995)는 추가령 단층의 중력 연구로 추가령 단층이 지각 확장으로 형성된 대륙 열곡은 아니라고 하였다. 이윤수 외(2001)도 원산-서울-보령에 걸쳐 전체가 함몰되어 있지 않고, 주향 이동 단층의 특성을 갖고 있으므로 추가령 전체를 지구대보다는 단층선으로 보았다.

### 동두천 단층
추가령 단층 중 연천군~동두천시~양주시를 지나는 부분을 동두천 단층(東豆川 斷層, Dongducheon Fault)이라 한다. 동두천 단층은 김옥준(1971)에 의해 처음 명명되었으며 이대성 외(1983)는 대광리 단층, 원종관 외(1990)는 연천 단층, 철원 지질도폭(1996)에서 추가령 단층으로 기재하였으나 동두천 단층이라는 명칭이 가장 흔하게 사용된다.

### 신갈 단층
신갈 단층(Singal Fault)은 한반도 경기 지괴 내 대한민국 경기도 연천군에서 서울특별시와 용인시, 수원시를 지나 평택까지 이어지는 연장 130 km, 남-북 주향의 주향 이동 단층이며, 추가령 단층대의 일부이다.

### 왕숙천 단층
왕숙천 단층(王宿川 斷層, Wangsukcheon Fault)은 대한민국 경기 지괴/경기 육괴 내 강원특별자치도 철원군 서면에서 포천시 이동면, 화현면, 일동면, 내촌면을 지나 경기도 남양주시 오남읍 왕숙천 일대까지 이어져 있는 총 연장 65 km, 북북동-남남서 방향의 주향 이동 단층이다. 왕숙천 단층은 김옥준(1973)에 의해 처음으로 정의되었으며 ESR 연대측정 결과 신생대 제4기, 약 1백만 년 전부터 15만 년 전까지 여러 차례 활동한 것으로 드러났다.

### 포천 단층
포천 단층(Pocheon Fault)은 대한민국 경기도 포천시에 있는 북북동 주향의 단층으로, 추가령 단층대의 일부이다. 임진강 습곡대의 경계부 혹은 습곡대 내에서 대규모의 연장성을 갖는 단층으로 중생대 이전 연성전단대 천부를 따라 형성된 대규모의 취성 전단 단층이다.

### 추가령 단층의 노두와 ESR 연대측정값
활성단층 보고서(2012)에 의하면 연천군 신서면 지점에서 350±30 ka, 150±10 ka, 240±15 ka, 200±10 ka, 200±15 ka, 190±10 ka의 ESR 연대측정값이 보고되어 제4기에 추가령 단층이 활동했음을 지시한다. 다음은 활성단층 보고서(2012)와 여러 연구를 통해 보고된 추가령 단층대의 노두 위치와 ESR 연대측정 결과이다.
| 위치                            | 좌표 | 지질                             | 주향              | 경사              | 성향                                 | ESR 연대측정값                            | 비고                                                                     |
| ------------------------------- | --- | -------------------------------- | ----------------- | ----------------- | ------------------------------------ | ----------------------------------------- | ------------------------------------------------------------------------ |
| 연천군 신서면 대광리            | 북위 38° 11′ 58.11″ 동경 127° 7′ 49.07″ / 북위 38.1994750° 동경 127.1302972°                                                                                              | 천덕산층 천매암질암              | 북동 40°          | 남동 80°          | 주향이동                             | 350±30 ka                                 | 경원선 신탄리역으로부터 200°방향 2 km                                    |
| 연천군 신서면 대광리            | 북위 38° 9′ 16.74″ 동경 127° 6′ 4.52″ / 북위 38.1546500° 동경 127.1012556°                                                                                                | 미산층 변성사질암, 백악기 화산암 | 북동 30°          | 북서 67°          | 좌수향→우수향→우수향→좌수향 주향이동 | 150±10 ka                                 | 도로 절개사면, 철원분지의 경계 단층                                      |
| 연천군 연천읍 옥산리            | CHU 11-1 북위 38° 8′ 25.08″ 동경 127° 5′ 48.80″ / 북위 38.1403000° 동경 127.0968889° CHU 11-2 북위 38° 8′ 24.32″ 동경 127° 5′ 49.43″ / 북위 38.1400889° 동경 127.0970639° | 규장암, 응회암                   | 북동 60° 북동 20° | 북서 75° 남동 65° | -                                    | 240±15 ka 200±10 ka, 200±15 ka, 190±10 ka | 추가령 단층의 주 단층방향과 일치 경원선 신망리역으로부터 60° 방향 1.8 km |
| 용인시 기흥구 영덕동            | 북위 37° 16′ 10.96″ 동경 127° 5′ 53.87″ / 북위 37.2697111° 동경 127.0982972°                                                                                              |                                  | 북서 10°          | 75°               | -                                    | 120±10 ka                                 | 신갈 단층 문서 참조                                                      |
| 용인시 기흥구 고매동 신갈저수지 | 북위 37° 14′ 25.25″ 동경 127° 5′ 41.26″ / 북위 37.2403472° 동경 127.0947944°                                                                                              |                                  | 북동 5°           | 60°               | -                                    | 610±80 ka                                 | 신갈 단층 문서 참조                                                      |

## 관련 기사
<국내 활성단층 450개 넘어…한반도는 '단층의 나라'> 뉴스원, 2016.9.23 - "수도권에는 추가령 단층이 대표적이며 충청지역에는 공주·예산·홍성·의당 단층, 호남지역에는 정읍·전주·순창-광주·비봉단층 등이 있는 것으로 조사됐다."
[뒤끝뉴스]국민이 과학을 불신하는 이유 한국일보, 2016년 9월 26일자 - "지진의 원인이 되는 활성단층을 연구한 보고서가 2009년 이미 있었다는 사실이 알려지면서...보고서 요약문 중 '주요 연구성과'를 기술한 부분에는 '추가령 단층 왕숙천 단층, 광주 단층, 전주 단층, 정읍 단층, 의당 단층, 공주 단층, 십자가 단층 등이 활성단층임을 규명'했다고 씌어 있다."

## 같이 보기
- 한국의 단층
- 한국의 지질
  - 철원군의 지질
  - 연천군의 지질
  - 포천시의 지질
  - 서울특별시의 지질
  - 성남시의 지질
  - 당진시의 지질
- 한국의 지진
- 강원선
- 경원선
- 신갈 단층 - 추가령 단층대의 일부이며, 서울특별시 동부를 지난다.
- 왕숙천 단층
- 인제 단층
- 경강 단층
- 금왕 단층
- 양산 단층
- ESR 연대측정법
- 포천 아우라지 베개용암